# Hamburgensie
Eine Hamburgensie ist im Allgemeinen etwas unverwechselbar auf Hamburg Bezogenes, nur oder hauptsächlich in Hamburg Vorkommendes. Der Begriff basiert auf der latinisierten Form des Adjektivs hamburgisch. Unterschieden werden Hamburgensien im ursprünglichen, im engeren und im weiteren Sinn.

## Bildmotive
Der Begriff Hamburgensie wurde in der ersten Hälfte des 19. Jahrhunderts geprägt für die graphischen Arbeiten der Gebrüder Suhr und dabei insbesondere für die ab 1829 von Peter Suhr (1788–1857) herausgegebenen lithographischen Serien Ansichten von Hamburg und der Umgebung. Gezeichnet nach der Natur mit mehr als hundert Werken. Einbezogen wurden im Nachhinein die bereits 1808 veröffentlichte Serie Der Ausruf in Hamburg mit 120 kolorierten Kupferstichen und die um 1810 erschienenen Hamburgische Trachten mit 36 Kupferstichen von Christoffer Suhr (1771–1842). Diese Ansichten der Hamburger Topographie und des hamburgischen Volkslebens fanden eine breite Abnehmerschaft und wurden beliebte Sammelobjekte. Gustav Pauli, Direktor der Hamburger Kunsthalle, nannte sie hundert Jahre später die „Panoramaindustrie der betriebsamen Gebrüder Suhr“.
Die Ansichten fanden vielfache Nachahmung und der Begriff wurde ausgeweitet auf eine Vielzahl historischer Bildmotive, die bis zur Mitte des 20. Jahrhunderts entstanden sind. Es handelt sich dabei um Graphiken, Lithografien, Radierungen, Kupferstiche, aber auch Fotos der Alltagskultur, von Gebäude-, Straßen- oder Stadtansichten oder auch Landkarten. Zentral ist darin das Hamburger Motiv. Zu den bekannten Künstlern, die Hamburgensien schufen, zählen der Photograph Charles Fuchs (1803–1874), der Lithograph Wilhelm Heuer (1813–1890) und die Zeichnerin Ebba Tesdorpf (1851–1920).

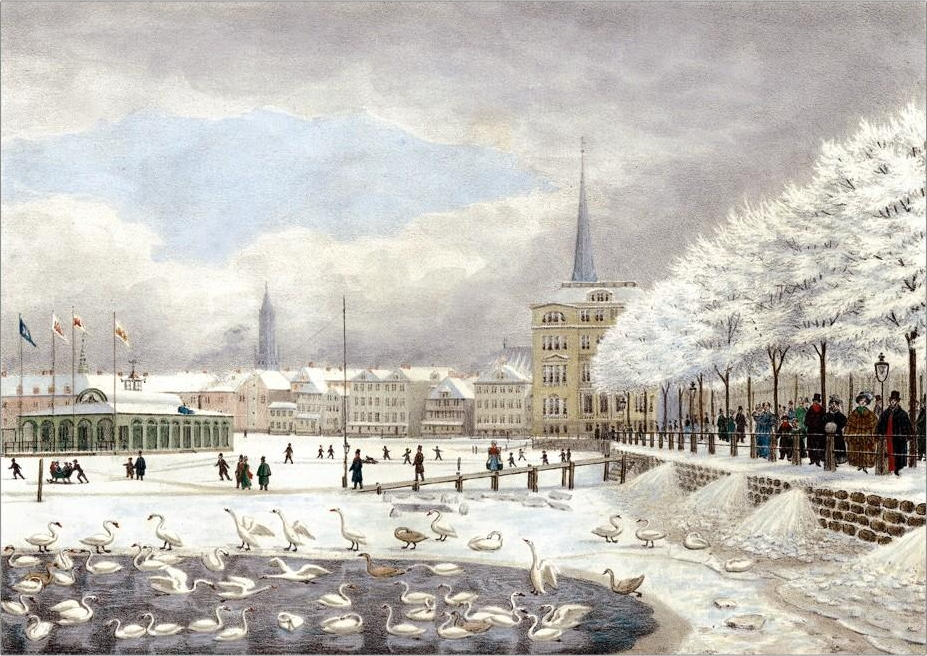
Binnenalster, aus Ansichten von Hamburg, Lithographie von Peter Suhr, 1830
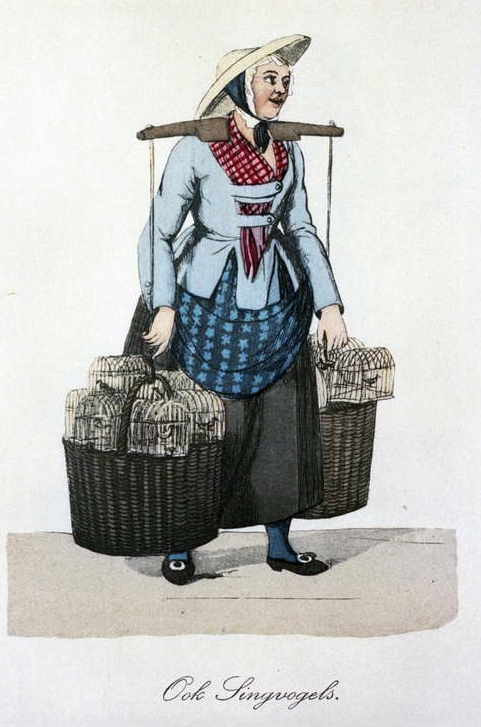
Singvögelverkäuferin, aus Der Ausruf in Hamburg, Kupferstich von Christoffer Suhr, 1808
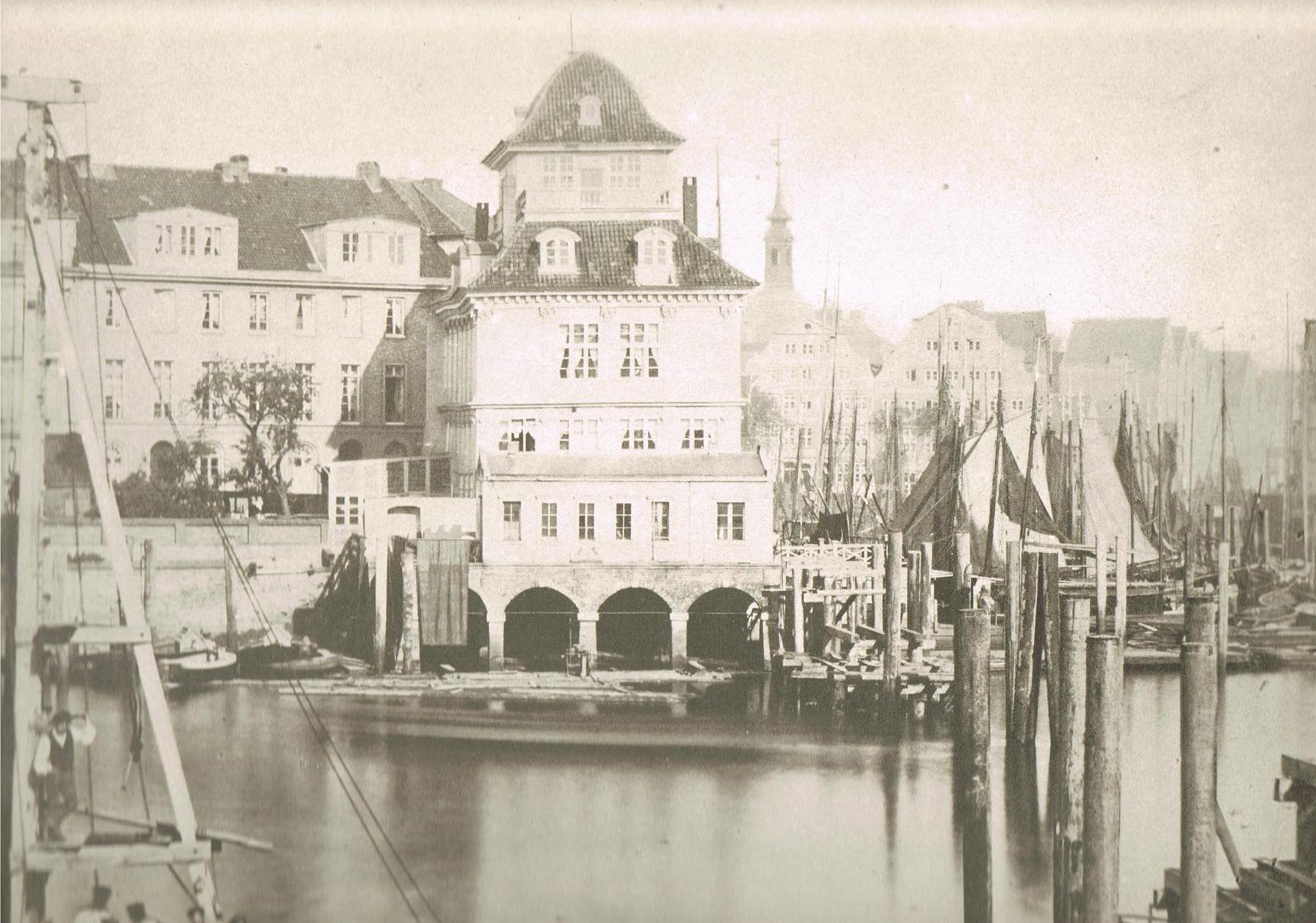
Baumhaus am Baumwall, Fotografie von Charles Fuchs, 1848
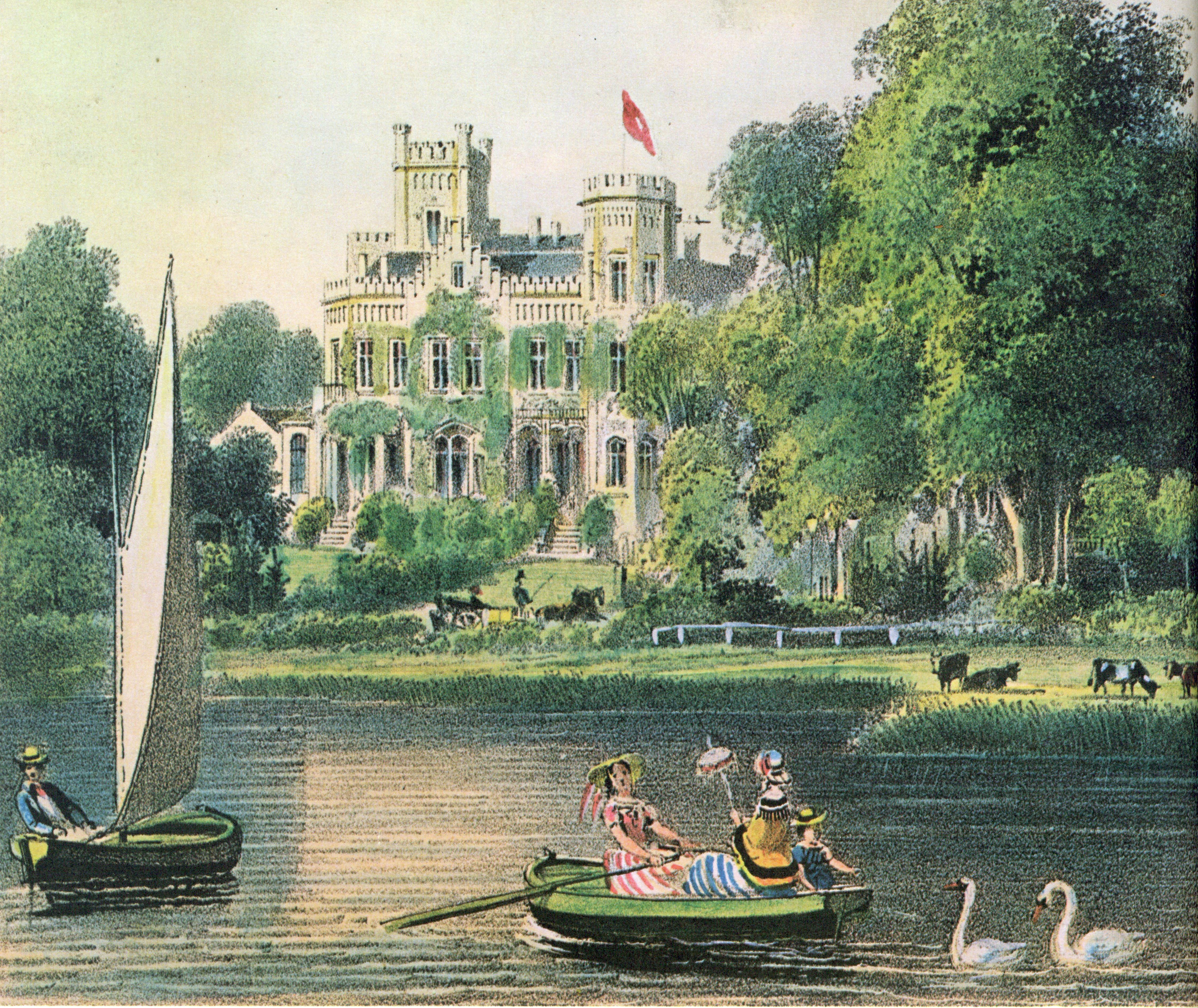
Slomanburg am Harvestehuder Weg, Lithographie von Wilhelm Heuer, um 1850
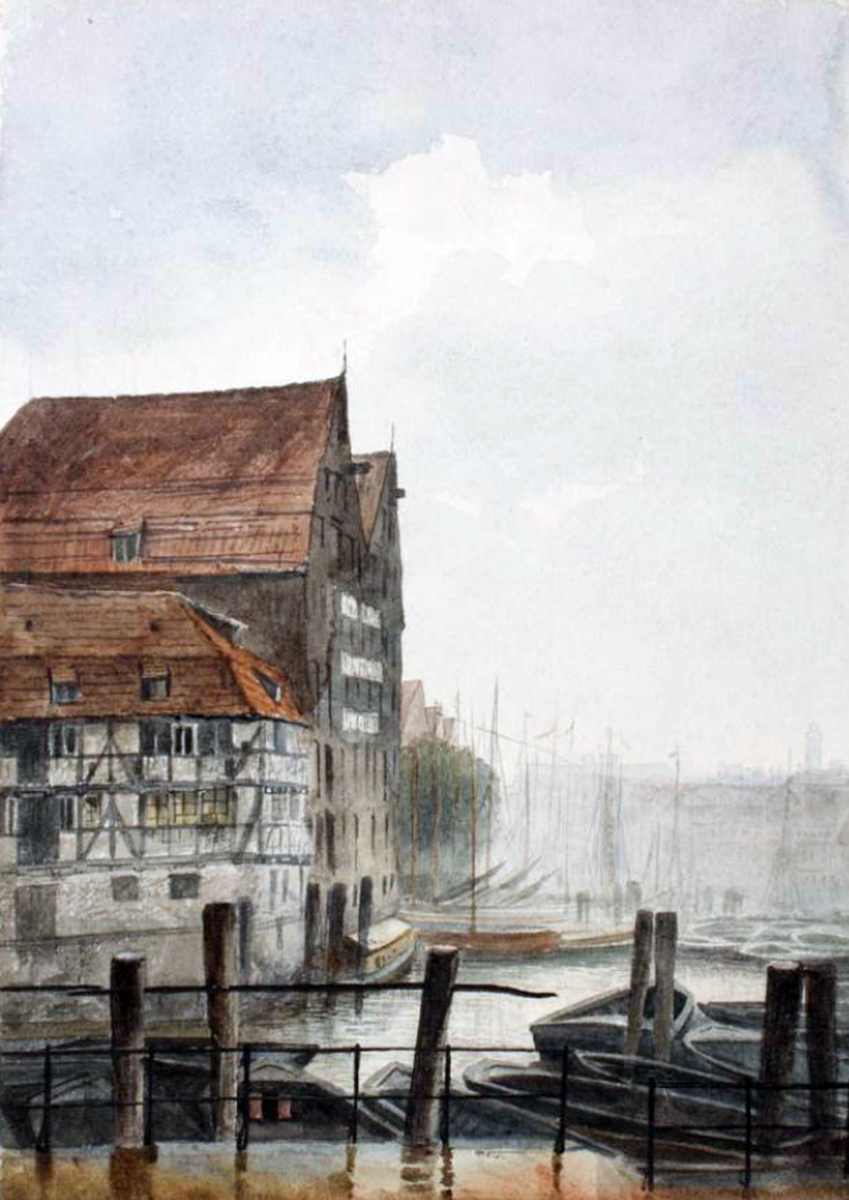
Altes Hamburger Waisenhaus, Aquarell von Ebba Tesdorpf, um 1886

### Hamburgensien-Sammler
Der Hamburger Verleger und Publizist Carl Thinius war ein bekannter Sammler von Hamburgensien. Er gründete im Jahr 1960 gemeinsam mit dem Autor Fritz Lachmund und anderen die Vereinigung der Hamburgensiensammler und -freunde. Der für einige Jahre aktive Verein organisierte Vorträge und Ausstellungen, brachte ein Jahrbuch heraus und stellte eine Sammlung von Grafiken, Urkunden, Fotografien und Büchern zusammen. Im Jahr 1963 hatte die Vereinigung der Hamburgensiensammler und -freunde bereits mehr als 130 Mitglieder, die regelmäßig im Rahmen von monatlichen Versammlungen zusammenkamen. Die Veranstaltungen des Vereins wurden von politischer Seite prominent rezipiert, so eröffnete der damalige Direktor der Staatlichen Pressestelle Erich Lüth die Ausstellung "Bilder zu Hamburgs Zollanschluss" zu der der Zweite Bürgermeister Edgar Engelhard ein Grußwort beisteuerte.

## Hamburg-Bücher
Auch Literatur über Hamburg ist somit eine Hamburgensie im engeren Sinne, wenn sie von der Stadtgeschichte handelt oder qualitätsvolle Bilder der Stadt enthält. Hierzu gehören beispielsweise regionalkundliche und regionalgeschichtliche Werke, Dokumentationen von Gesetzestexten, Sammlungen der Hamburger Tagespresse, Bildbände sowie Kunst- und Kulturliteratur. Sowohl der Verein für Hamburgische Geschichte von 1869 wie die Gesellschaft der Bücherfreunde zu Hamburg von 1908 sehen die Herausgabe von Hamburgensien als eine ihrer Hauptaufgaben an. Die Staats- und Universitätsbibliothek verfügt über eine umfangreiche literarische Hamburgensiensammlung, die der Öffentlichkeit wiederum im Hamburgensien-Lesesaal und teilweise auch digital zur Verfügung steht.

## Im weiteren Sinne
Hamburgensien im weiteren Sinne sind zunächst Besonderheiten der Hamburger Verwaltung, wie die Ewigkeit des Senats, nach der dessen Amtsdauer nicht an eine Legislaturperiode gebunden war und die 1996 abgeschafft wurde, das rechtliche Verhältnis im beiderstädtischen Bergedorf, für das sich Hamburg von 1420 bis 1867 die Verwaltung mit Lübeck teilte, das Libertatem quam peperere, das entgegen einem Beschluss der Bürgerschaft als lateinische Inschrift über dem Rathausportal steht, oder das Schwanenwesen, dem seit 1674 die Betreuung der Alsterschwäne obliegt.

### Kultur
Ausgeweitet wurde der Begriff auf als Hamburger Originale geltende Personen, wie der Wasserträger Hans Hummel (1787–1854), die Südfrüchteverkäuferin Zitronenjette (1841–1916) oder der Straßenhändler Oskar vom Pferdemarkt (1902–1969). Als Hamburgensien gelten zudem spezielle Musikstücke, wie die Hamburg-Hymne Stadt Hamburg an der Elbe Auen (Hammonia) von 1829, die zwar bei offiziellen Anlässen gespielt wird, doch als solche keinen rechtlich geregelten Status hat. Das Lied An de Eck steiht’n Jung mit’n Tüdelband entwickelte sich im Laufe von Jahren aus dem Couplet Een echt Hamborger Jung der Gebrüder Wolf von 1917, einschließlich einer Zusatzstrophe, die sich auf den Hamburger Aufstand von 1923 bezieht.

### Lebensmittel
Typische Speisen und Lebensmittel wie die Aalsuppe, der Hamburger Speck, das Franzbrötchen und die Scholle Finkenwerder Art werden ebenfalls zu den Hamburgensien gezählt. Eine Verbindung zwischen gelebter Tradition und Speisespezialität stellt der Hamburger Senatsbock dar, ein Doppelbock-Bier, das im Frühjahr in kleiner Auflage gebraut und vertrieben wird. Die Tradition aus den 60er Jahren, die infolge des Wettbewerbsdrucks eingeschlafen war, lebte im Jahr 2015 im Zuge des Craft-Beer-Hypes wieder auf. Für die Entwicklung und Herstellung des Senatsbocks schließen sich seither mehrere lokale Hamburger Brauereien – wie das Gröninger Brauhaus oder die Ratsherrn Brauerei – zusammen und koordinieren die Produktion. Man einigt sich auf ein Rezept und jede teilnehmende Brauerei interpretiert die Vorgaben auf eigene Weise. Unabhängig von der Anzahl der im jeweiligen Jahr teilnehmenden Brauereien sind sechs Braustätten beteiligt, denn der Senatsbock kommt als Sechserträger in den Handel.

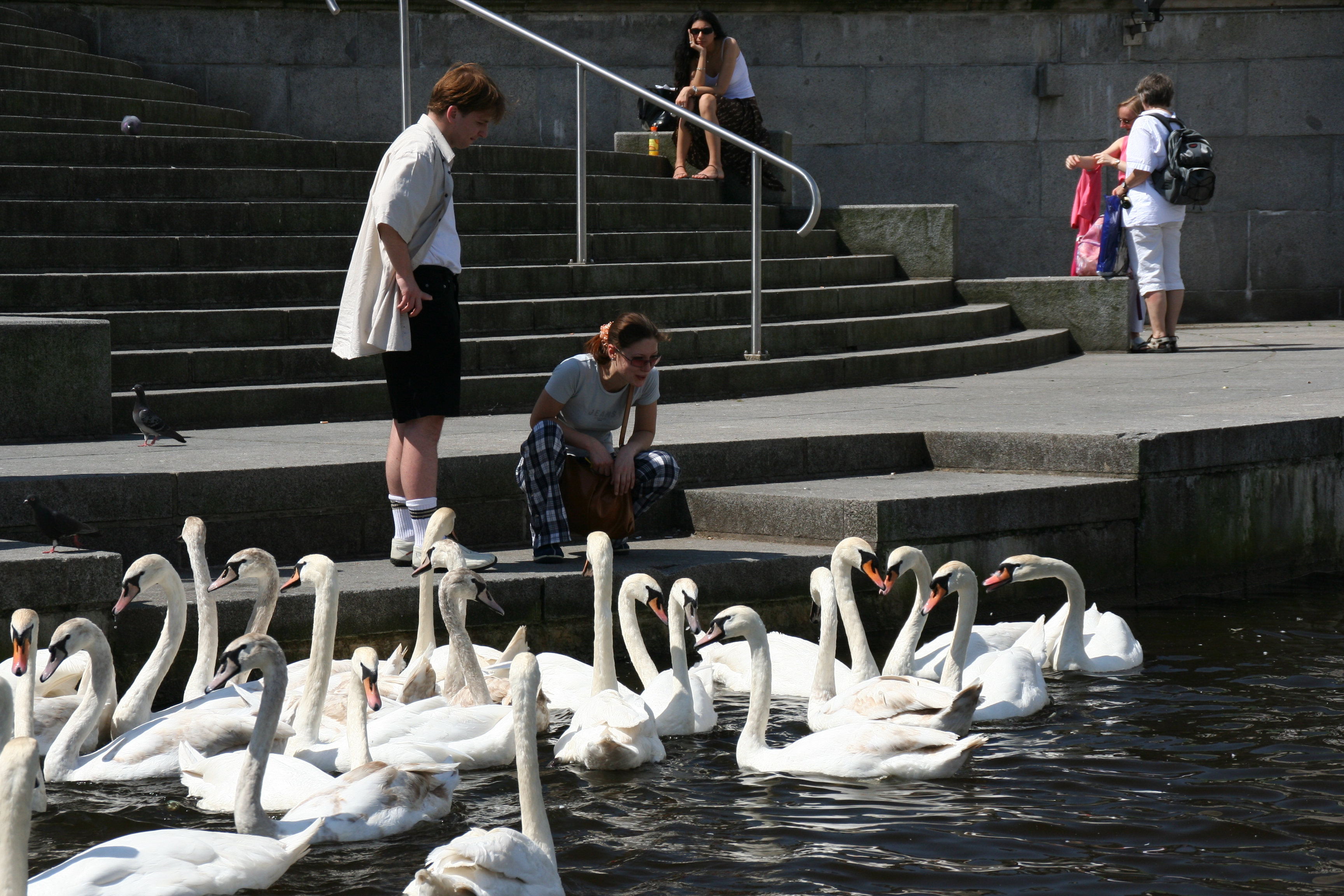
Alsterschwäne, seit 1674 vom Schwanenwesen betreut
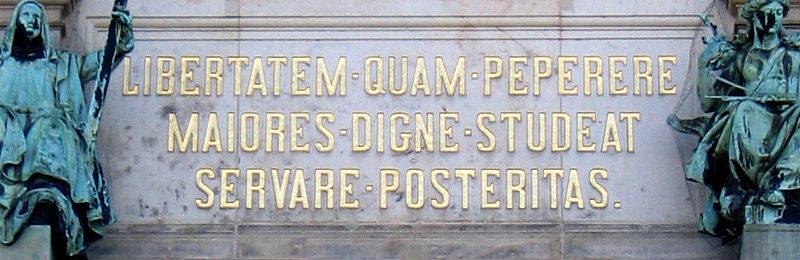
Libertatem quam peperere, Wahlspruch über dem Portal des Rathauses
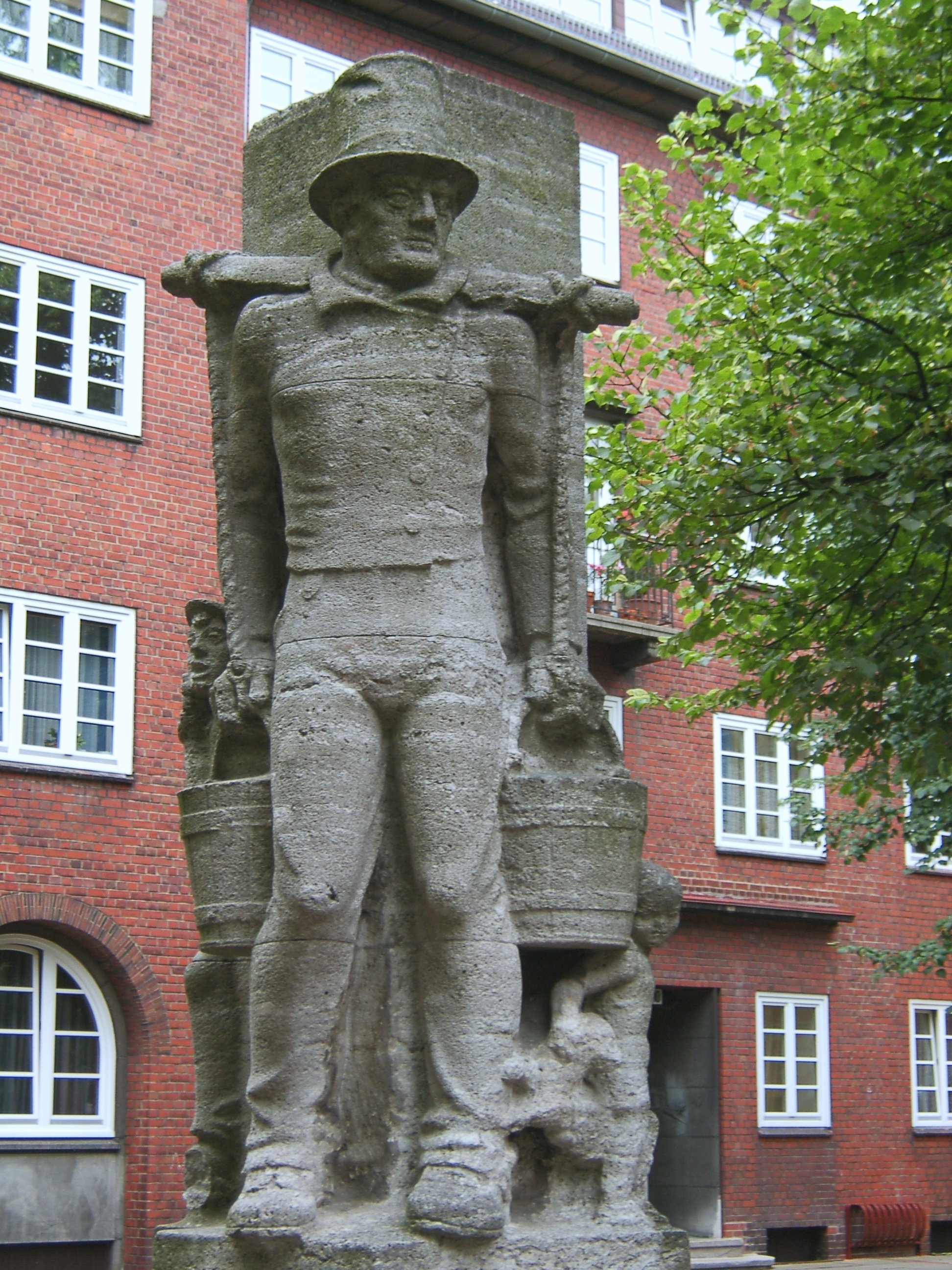
Hans Hummel, Denkmal Hummelbrunnen in der Neustadt
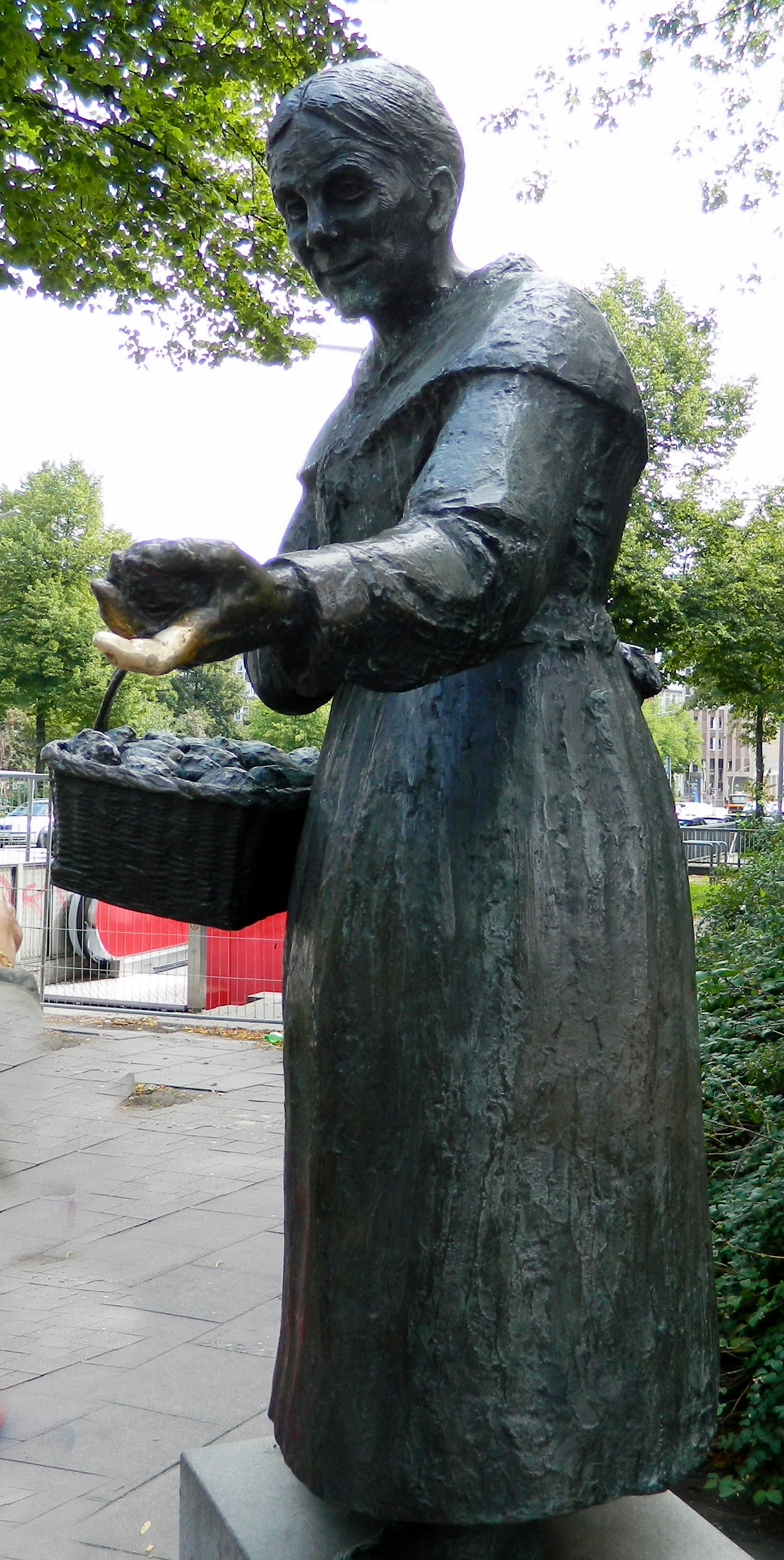
Zitronenjette, Denkmal vor der Michaeliskirche
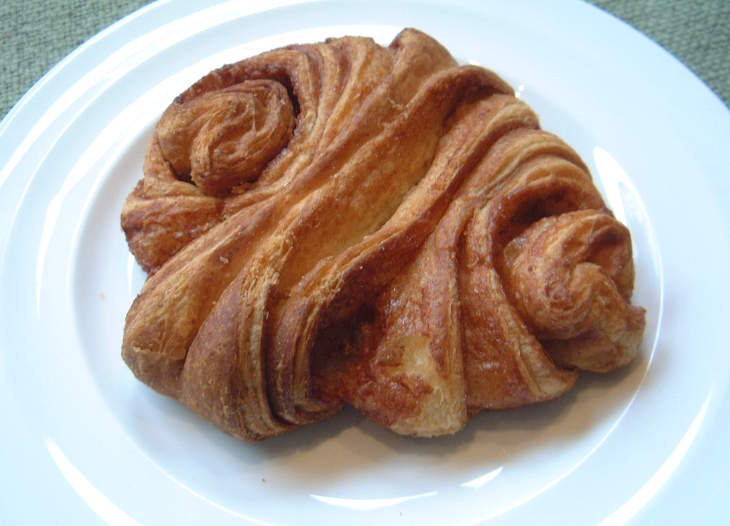
Franzbrötchen, Spezialität der Hamburger Küche
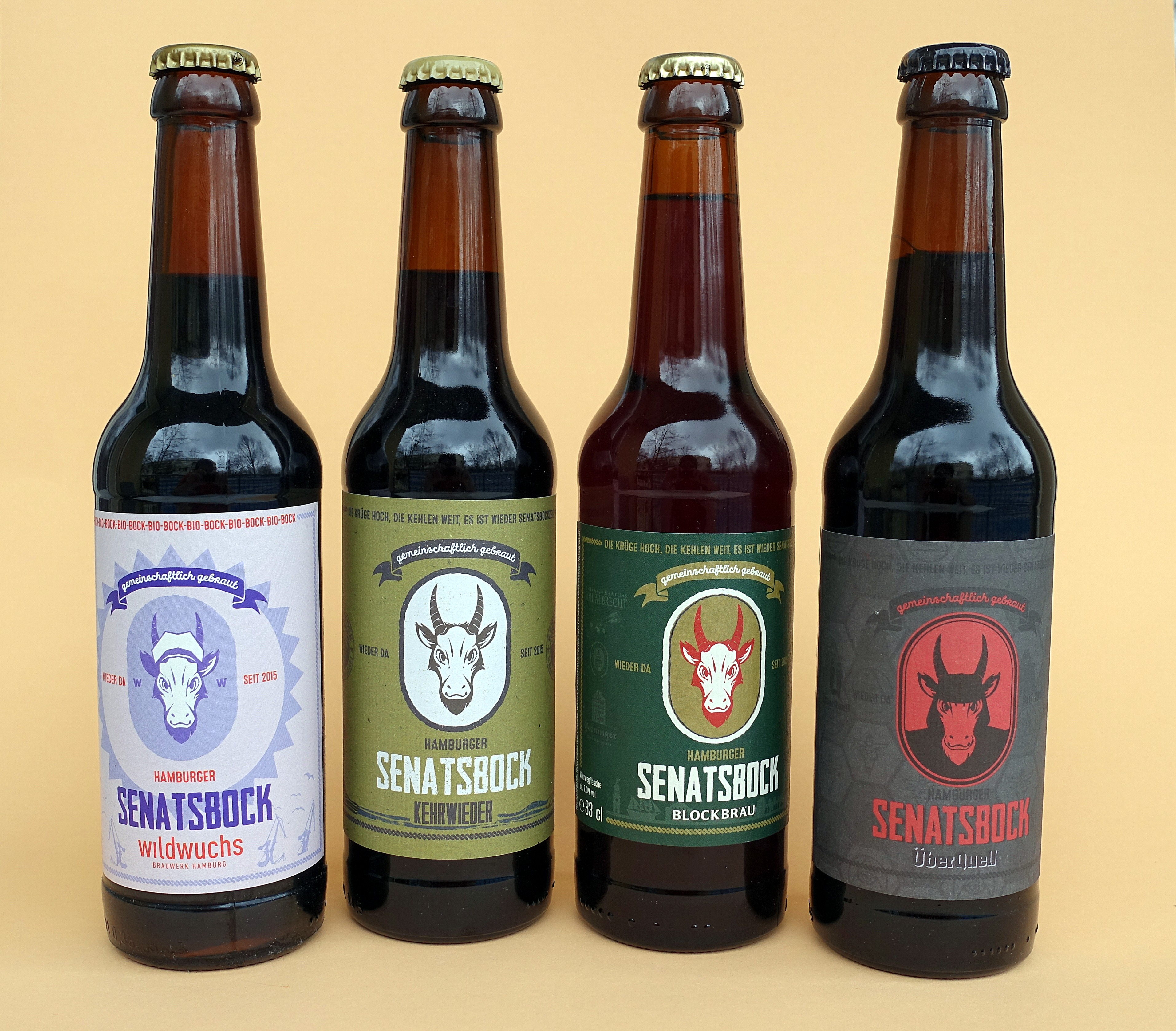
Senatsbock, wird im Frühjahr von verschiedenen lokalen Brauereien gebraut